# Eynhallow
Eynhallow (gael. Eynhallow; staronord. Eyinhelga; norn Øjinhellig) – obecnie niezamieszkana wyspa, część Orkadów, leżąca na północnych wybrzeżach kontynentalnej Szkocji.

## Geografia
Eynhallow leży w cieśninie Eynhallow, pomiędzy wyspą Mainland oraz Rousay. Zajmuje powierzchnię 75 hektarów. Nienazwany szkier znajduje się ok. 100 m na północny wschód od wyspy, oddzielany przez cieśninę Fint. Szkier Sheep przylega do południowego krańca wyspy.
Nie ma promu na wyspę, jednak Orkney Heritage Society każdego lata organizuje na nią wycieczkę. Poza tym czasem odwiedzający samodzielnie muszą zorganizować transport. Dostęp do wyspy jest potencjalnie problematyczny, ponieważ w otaczającej wyspę cieśninie występują silne fale pływowe.

## Historia
Główną atrakcją wyspy jest kościół pochodzący z XII wieku lub wcześniejszy, który być może pierwotnie był częścią klasztoru. Zabytek jest pod opieką Historic Scotland.
W 1841 wyspę zamieszkiwało 26 mieszkańców, jednak od 1851 jest niezamieszkana. W wyniku wycinki drzew odkryto zapomniane ruiny kościoła. Aktualnie wyspa jest rezerwatem ptaków. 
Istnieją powiązane z wyspą legendy. Podaje się, że Eynhallow było letnią rezydencją zmiennokształtnych męskich syren, tzw. Finfolk, którzy zostali wypędzeni przez farmera Guidmana o' Thorodale'a z wioski Evie.

## Badania nad ptakami
Na wyspie prowadzone są badania nad fulmarami przez naukowców z University of Aberdeen, w tym m.in. Ewan Edwards i Paul Thompson.